# Ricky Whittle
Richard Whittle, detto Ricky (Oldham, 31 dicembre 1981), è un attore britannico, conosciuto principalmente in patria per aver interpretato il ruolo regolare di Calvin Valentine nella soap opera a lungo termine Hollyoaks e all'estero per il ruolo di Daniel Zamora nella serie televisiva statunitense Mistresses - Amanti.
Nel 2009 ha partecipato alla versione britannica del format Ballando con le stelle trasmesso sulla BBC, arrivando al secondo posto dopo il giornalista e sportivo Chris Hollins. Ultimamente ha interpretato il ruolo prima ricorrente e poi regolare di Lincoln nella serie distopica post-apocalittica di The CW The 100 e di Shadow Moon nella serie American Gods.

## Biografia
Figlio dell'ex-militare della Royal Air Force Harry Whittle, Ricky è cresciuto viaggiando per il mondo a causa della carriera del padre, pur avendo una casa di famiglia a Burghfield Common vicino a Reading, nel Berkshire.

## Sport
Appassionato di sport, il giovane ha rappresentato l'Inghilterra e il Regno Unito nei campionati giovanili di calcio, rugby, football americano e atletica. Sebbene entrambe le squadre di calcio professionistiche Arsenal e Celtic fossero interessata a lui, l'attore subì un infortunio che lo costrinse a rinunciare alla carriera sportiva professionale, si iscrisse invece alla facoltà di Criminologia dell'Università di Southampton.
Attualmente si allena durante il tempo libero con la squadra di football americano dei Manchester Titans, nel ruolo di running back.

## Carriera

### Recitazione
Durante gli anni dell'università, Whittle iniziò una carriera come modello, diventando il volto di una campagna Reebok nel 2000. Grazie a questa campagna venne portato all'attenzione degli addetti al casting della serie di Sky One Dream Team, che lo ingaggiarono per il personaggio di Ryan Naysmith. Whittle lasciò quindi l'università per perseguire una carriera nella recitazione. Continuando contemporaneamente a seguire le proprie ambizioni sportive, tuttavia, subì una frattura multipla ad una gamba a causa di un infortunio e fu costretto ad abbandonare qualsiasi aspirazione sportiva professionale. Gli sceneggiatori di Dream Team, tuttavia, inserirono un simile infortunio nella serie permettendogli di continuare a portare avanti il suo personaggio e al contempo di ristabilirsi completamente.
Dopo aver dato vita al suo primo personaggio gay nella serie di BBC One Holby City, l'attore si unì alla lunga soap opera di Channel 4 Hollyoaks nel ruolo di Calvin Valentine fino a maggio 2010, quando il suo personaggio venne reso vittima di un omicidio a causa della decisione di Whittle di lasciare la fiction. A gennaio 2008 partecipò ad un'edizione speciale, dedicata a concorrenti del mondo dello spettacolo, del quiz show televisivo Anello debole, arrivando al round finale ma perdendo alla fine contro il conduttore di Crimewatch Rav Wilding.

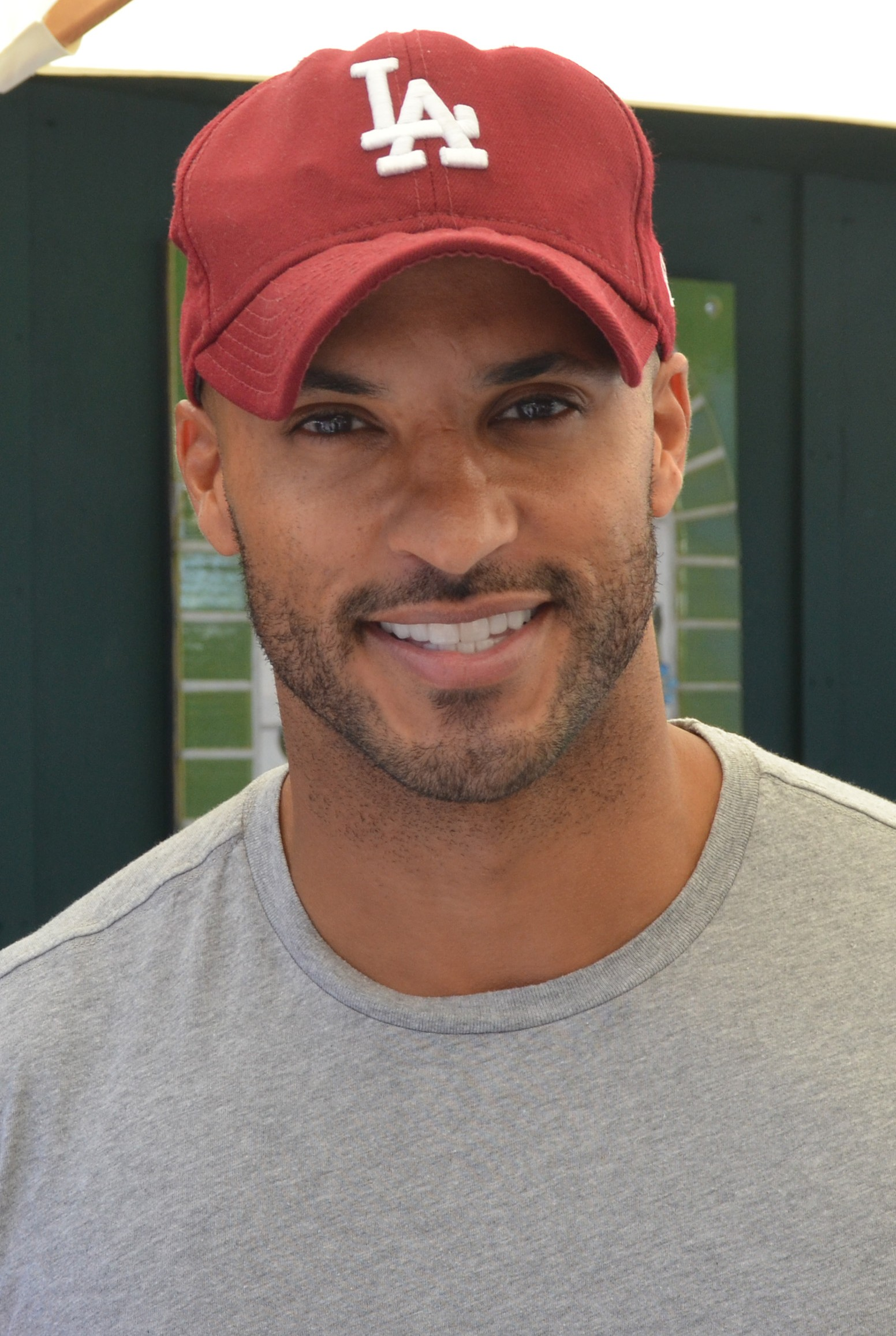
Ricky Whittle il 14 giugno 2014

A luglio del 2012, l'attore interpretò il ruolo di Charles nella seconda stagione della serie televisiva Single Ladies. Nello stesso anno ottenne il suo primo ruolo cinematografico, quello del Capitano George East, nella commedia romantica di Stephenie Meyer e Jerusha Hess Austenland. A marzo del 2013 fece un'apparizione nel crime drama statunitense NCIS - Unità anticrimine, mentre nel 2014 ha ottenuto il ruolo ricorrente del Terrestre Lincoln nella prima stagione del teen drama distopico post-apocalittico The 100. Il suo personaggio è stato promosso a regolare nella seconda stagione, tuttavia l'attore ha deciso di uscire dalla serie durante le riprese della terza stagione per attriti con lo sceneggiatore, Jason Rothenberg, che a suo dire lo 'bullizzava professionalmente' eliminando costantemente scene di Lincoln.
Nel 2016 viene scelto per interpretare Shadow Moon, il protagonista della nuova serie TV American Gods, adattamento televisivo dell'omonimo romanzo di Neil Gaiman, targato Starz e in arrivo negli USA ad inizio 2017.

### Ballando con le stelle
Ad agosto 2009 fu annunciato che Whittle sarebbe stato uno dei concorrenti del format Ballando con le stelle, trasmesso su BBC One, affiancato dalla ballerina professionista australiana Natalie Lowe. Un'altra concorrente dello show, Ali Bastian, aveva già recitato al suo fianco in Hollyoaks. Whittle riuscì ad arrivare alla gara finale (battendo nel frattempo lo stesso Rav Wilding con cui aveva perso l'anno precedente in Anello debole), contrapposto al conduttore televisivo Chris Hollins e alla sua partner professionista Ola Jordan, tuttavia perse la competizione a causa delle votazioni del pubblico, pur avendo ottenuto il maggior numero di voti da parte dei giudici (190, contro i 186 degli avversari).

## Filmografia

### Cinema
- Losing Sam, regia di Xavier Manrique – cortometraggio (2011)
- Alla ricerca di Jane (Austenland), regia di Jerusha Hess (2013)
- Dacci un taglio (Nappily Ever After), regia di Haifaa Al-Mansour (2018)
- Land of Bad, regia di William Eubank (2024)

### Televisione
- Holby City – serie TV, episodio 6x18 (2004)
- Dream Team – serie TV, (2002-2007)
- Hollyoaks – serial TV (2006-2011)
- Candy Cabs – serie TV, episodio 2 (2011)
- Single Ladies – serie TV, 8 episodi (2012)
- NCIS - Unità anticrimine (NCIS) – serie TV, episodio 10x16 (2013)
- Mistresses - Amanti (Mistresses) – serie TV, 11 episodi (2014-2015)
- The 100 – serie TV, 28 episodi (2014-2016)
- American Gods – serie TV, 26 episodi (2017-2021)
- Secret Level – serie animata, episodio 1x07 (2024) – voce

## Doppiatori italiani
Nelle versioni in italiano delle opere in cui ha recitato, Ricky Whittle è stato doppiato da:
- Francesco Bulckaen in The 100, American Gods, Land of  Bad
- Massimo Bitossi in Alla ricerca di Jane
- Andrea Mete in Mistresses - Amanti

Da doppiatore è sostituito da:
- Andrea Mete in Secret Level